# Richard Umbers
Richard Umbers (Otahuhu, 17 de marzo de 1971) es un obispo católico neozelandés, incardinado en la Prelatura del Opus Dei. Es Obispo auxiliar de Sydney (desde 2016)y el obispo católico latino más joven de Australia. También es el primer sacerdote del Opus Dei nombrado obispo en Australia.

## Biografía

### Primeros años y formación académica
Umbers nació en la localidad neozelandesa de Otahuhu, en 1971, hijo de Declan (1927-2013) y Mary (1933-2019) Umbers. Es el menor de cinco hermanos: Anthony, Andrew, Gregory y Margaret. Se crio en Papatoetoe. Comenzó los estudios de Administración de empresas en la Universidad de Waikato (1989), pero se trasladó a la Universidad de Sidney (1992) para recibir una formación más intensa en un centro del Opus Dei en Chatswood, Nueva Gales del Sur. Finalmente se licenció en Economía de la Universidad de Sidney y realizó una Maestría en Administración en la Universidad de Waikato.

### Sacerdocio
Umbers se incorporó al seminario internacional del Opus Dei en Cavabianca (Roma, 1996) y estudió en la Universidad Pontificia de la Santa Cruz, obteniendo una Licenciatura en Teología (1999). Posteriormente se trasladó a Pamplona (España) para hacer el doctorado en Filosofía en la Universidad de Navarra (1999-2002). El 14 de febrero de 2002 fue ordenado diáconoy posteriormente fue ordenado sacerdote por el obispo Javier Echevarría, prelado del Opus Dei, el 1 de septiembre de 2002 en el santuario de Torreciudad, España.
Posteriormente se trasladó a Sidney, donde reside desde 2003. Ha sido capellán de varias instituciones educativas, incluidas Warrane College (2003–04; 2012–16) y Creston College (2012–16), universidades residenciales afiliadas a la Universidad de New South. Gales y Redfield College (2005-2011), una escuela de la fundación Padres por la Educación.Ha sido profesor del Centro para la Fe, la Ética y la Sociedad de la Universidad de Notre Dame, Australia.

### Episcopado
Umbers fue nombrado obispo auxiliar de Sydney por el Papa Francisco el 24 de junio de 2016 junto con Anthony Randazzo. Se le dio la sede titular de Thala en Túnez. Fueron consagrados por Anthony Fisher el 24 de agosto de 2016 en la Catedral de Santa María (Sidney). Es miembro del consejo de sacerdotes de la Arquidiócesis de Sidney en nombre de Fisher y es representante de la arquidiócesis ante los hospitales de San Juan de Dios.
Tiene publicaciones en el campo de la filosofía, participa regularmente en reuniones de jóvenes, tiene interés en las redes sociales y tiene una biblioteca de sus propios podcasts. Dirige una cuenta de Twitter llamada "Bishop Down Umber", cuyo nombre es un juego de palabras con su nacionalidad, y una página de imágenes con temática de cristianismo y teología en Instagram llamada "obispoumbers".